# コルチェスターのドルイド
後にコルチェスターのドルイドと名付けられる人物の墓が、1996年イギリスコルチェスター近郊のスタンウェイ村で発見された。この鉄器時代のドルイドと目される人物は数多くの身分の高い人物の墓に囲まれる形で埋葬されていた。この人物は西暦43年ローマによるブリタンニア侵攻の時期に前後して埋葬されたものと思われるが、この地域は当時カトゥウェラウニ族と関連があったため、考古学者マイク・ピッツはこの人物は実際にドルイドであり、カトゥウェラウニ族の族長もしくは王であったクノベリヌスと深い関係にあった可能性があるとしている。
一方でNPOコルチェスター・アーキロジカル・トラストの理事であるフィリップ・クラミーは、この人物がドルイドであった可能性については肯定しつつも、ローマ人の医者であった可能性もあることを仄めかしている。

## 背景
紀元前58年からユリウス・カエサルはローマ軍を率いてガリアへ侵攻した。紀元前51年までにガリア一帯は征服され、ローマの経済圏に組み込まれてローマ商人が出入りするようになった。これはイギリス海峡を隔てたグレートブリテン島のケルト人諸部族にも大きな影響をおよぼすことになった。彼らはワインなどのローマ商人が持ってくる交易品に依存するようになるとともに、ローマ文化に触発されて部族社会が王国に発展していった。カトゥウェラウニ族はそうした部族の代表例であった。
コルチェスターはイギリス海峡に面した商港で、ローマからの交易品が集まる場所だった。当時の最大勢力のカトゥウェラウニ族やトリノウァンテス族はコルチェスターの利権を巡って争った。両部族はやがてクノベリヌス王によって統一され、グレートブリテン島の南東全域を支配する大国になった。しかしその後継者の代のときに親ローマ派のアトレバテス族を攻め、それがローマによるブリタンニア侵攻 (西暦43年-)を招くことになった。
西暦43年春、ローマ皇帝クラウディウスの命でブリタンニアへ攻め込んだローマ軍は最初の2ヶ月でコルチェスターを占領し、ローマ人によるブリタンニアの首都カムロドゥムナムとした。クラウディウスはカムロドゥムナムに有力部族の長を呼びつけて服属を誓わせた。しかし西暦60年頃にイケニ族女王ブーディカが反乱を起こした。ブーディカの軍は最初にカムロドゥムナムに攻め込んでこれを滅ぼし、さらにロンディニウム（現在のロンドン）、ウェルラミウム（現在のセント・オールバンズ）も滅ぼした。ローマ軍の反撃によってイケニ族は敗れるとブーディカも自害し、一帯はローマの支配下におかれた。これ以後、ローマ人はブリタンニアの首都をロンディニウムに移した。
ケルトの神とローマの神とのあいだには共通点もあり、両者にとって受け入れられやすい面があった。ケルトの女神スルはローマの女神ミネルウァのように同一視されたものもあれば、ケルトの馬の女神エポナのようにそのままローマ人の信仰の対象になったものもあった。

## 副葬品
木室墓の中で、 考古学者たちは火葬された人間の遺体と、ボードゲームを発見した。このようなゲームが殆ど損なわれない状態で発見されたのはこれが初めてだった。 その他にはブローチで飾られた外套、魔法の役割を持つと考えられたジェットの珠、医療器具一式、何らかの薬草が残っていた茶漉し、占いに用いられたと思われる数本の神秘的な金属棒などが発見された。

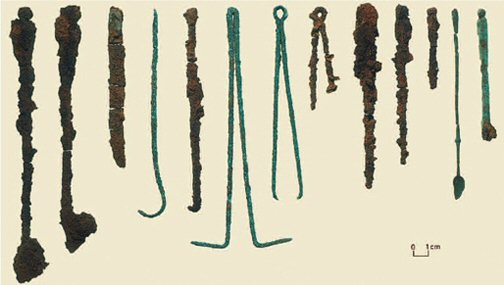
発掘された医療器具

医療用器具一式は、メス、鋭い物と鈍い物二種の開創器、針、ゾンデ、医療用のこぎり、 フックと鉗子など13の器具を含んでいた。
ヨモギ属の植物の痕跡が残るコップも発見されたが、こうした薬草は超能力を刺激するために喫煙されたとする者もいる。茶漉しにも古代において生薬と広く関連付けられた薬草が残っていた。
クラミーは「報告では我々は埋葬された人物がドルイドである可能性を示した。いわゆる『ドルイド』は医者でもありえた。茶漉しにはヨモギの花粉が含まれており、これは生薬へと広く関連付けられている。治療はドルイドに与えられた特質の一つである。金属棒が何を目的としたものかについては不明であるが、占いのためのものであると考えることもできよう。」と慎重な姿勢を保ちつつも、別の説明も可能かもしれないと以下のように付け加えている。「全ての副葬品がドルイドとしての彼に納められた物かどうかは疑問が残る。ひょっとすると全く特別な人物であったのかもしれない。」医療用器具一式は「かなりローマ化されて」おり、埋葬された人物は「ローマ帝国の外科医・医師が行ったように」振る舞ったのかもしれない。また、「ローマ人の世界においても占いは広く行われていた」。

### スタンウェイのゲーム
この墓にはゲーム盤が収められており、その上にはまるでプレイ中であるかのように駒だと考えられるガラス玉が配置されていた。メイプル材で作られたと思われるゲーム盤その物は朽ちて失われていたが、角に付ける金具と金属製の蝶番が残存していたため再現が可能であった。ゲーム盤は55cm×40cmの大きさの長方形で8×12個の升目が描かれていたものと思われる。大英博物館の中東部門で古代メソポタミア文明の収集品のアシスタント・キーパーを務めるフィンケル博士は、サイコロが備わっていないためこれは戦略ゲームであると推測している。
白色と青色のガラス製の駒は、各プレイヤーに13個あり、チェスのオープニングのように敵に向けて整列されていた。この26個の駒の大きさは同じであったが、これらとは別に一つの白く小さい駒があり、それはゲーム盤の中央付近に配置されていた。この駒に対応する青く小さい駒が存在した可能性があると考えられているが、少なくとも現存はしていない。
このゲーム盤は副葬品の鉄製のロッドと共に占いに使用されたと考える者もいる。
ウルリッヒ・シェトラーはこのゲームの詳細な分析を行っている。

## 注
1. ↑  「Catuvellauni」の日本語転記としては、英語風の「カトゥヴェラウニ」[1]、ラテン語風の「カトゥウェラウニ」[2]、「カトゥエラニ」[3]などがある。